# (7026) 1993 QB1
1993 كيو بي 1 (ويعرف أيضًا باسم (7026) 1993 كيو بي 1 وفق تسمية الكوكب الصغير) (بالإنجليزية: 1993 QB1)‏ هو كويكب ضمن حزام الكويكبات؛ وترتيبه 7026 من حيث الاكتشاف.
اكتُشف هذا الجُرم الفلكي بواسطة اليانور إف. هيلين في 19 أغسطس 1993.

## وصلات خارجية
- (7026) 1993 QB1 في قاعدة بيانات مختبر الدفع النفاث لأجرام النظام الشمسي الصغيرة

- الاكتشاف · مخطط المدار ·  العناصر المدارية · المعلمات المادية

- (7026) 1993 QB1 على موقع ويكي سكاي: DSS2, SDSS, GALEX, IRAS, Hydrogen α, X-Ray, Astrophoto, Sky Map, Articles and images